# Johann Andreas von Franken-Siersdorf

Generalvikar Johann Andreas von Franken-Siersdorf

Johann Andreas von Franken-Siersdorf, auch Johann Andreas Francken-Sierstorpff (* 6. Mai 1696 in Köln; † 25. November 1754 ebenda) war ein deutscher Geistlicher und Generalvikar des Erzbischofs von Köln.

## Leben
Johann Andreas von Franken-Siersdorf stammte aus dem Adelsgeschlecht Francken-Sierstorpff und war das jüngste von 12 Kindern des kurkölnischen Hofrates Andreas Francken von Sierstorpff und dessen Frau Catharina Magdalena, geb. von Buschmann. Er war der Bruder des Kölner Weihbischofs Franz Kaspar von Franken-Siersdorf und seines Amtsnachfolgers Peter Gerwin von Franken-Siersdorf.
Er erhielt unter Vermittlung des Weihbischofs 1717 ein Kanonikat an St. Severin (Köln) und wurde 1719 zum Priester geweiht. Nach seiner Promotion zum Dr. jur. utr. wurde er 1723 Domherr in Köln und 1724 Kanoniker an St. Maria im Kapitol. Am  15. Mai 1730 durch Erzbischof Clemens August I. von Bayern zum Generalvikar ernannt, legte er dieses Amt am 2. Juni 1751 aus gesundheitlichen Gründen nieder. Bereits 1733 auf sein Kanonikat in St. Severin verzichtend, wurde Franken-Siersdorf mit dem Titel eines Apostolischen Protonotars ausgezeichnet. Er wurde im Kölner Dom beigesetzt.